# Pharoahe Monch
Pharoahe Monch (* 31. Oktober 1972 in Queens, New York; eigentlich Troy Donald Jamerson) ist ein US-amerikanischer Rapper.
Er ist bekannt für seine komplexen Reimschemen. Er war Mitglied der Crew Organized Konfusion und später Solokünstler bei dem Label Rawkus Records. Bekannt wurde er durch die Singles Simon Says und The Life (zusammen mit Styles P.).

## Organized Konfusion
1991 formierte Troy zusammen mit Prince Poetry das Duo Organized Konfusion, das im New Yorker Underground erfolgreich wurde. Sie veröffentlichten drei Alben: Organized Konfusion, Stress: The Extinction Agenda und The Equinox. Viele der Songs produzierte das Duo selbst. Ihre Alben hatten mäßige Verkaufszahlen, so dass sich nach ihrem 1997 erschienenen dritten Album ihre Wege trennten. Kurz darauf unterschrieb Pharoahe Monch einen Vertrag bei dem Independent-Label Rawkus.

## Rawkus Records
Nachdem Pharoahe Monch mehrere Gast-Auftritte auf Alben wie der Soundbombing Compilation hatte, veröffentlichte er schließlich 1999 sein Debütalbum Internal Affairs. Die erste Singleauskopplung Simon says wurde zu einem großen Hit. Diese Single erschien nochmals im Jahr 2000 auf dem Soundtrack zu 3 Engel für Charlie. Weitere Singles waren Behind Closed Doors und The Light. 2001 erschien auf dem Oz-Soundtrack sein Lied „What Is the Law“. 2002 war er in dem Lied „H! Vltg3“ auf dem Linkin-Park-Album Reanimation zu hören, bevor es um ihn für einige Jahre still wurde.

## Street Records Corporation
Am 27. Juni 2007 erschien nach ungefähr acht Jahren sein zweites Soloalbum Desire. Es sollte bereits 2005 erscheinen, der Termin wurde jedoch verschoben. Pharoahe Monch stand mittlerweile bei dem Label SRC (Street Records Corporation) unter Vertrag, wo Akon, die Terror Squad und David Banner unter Vertrag stehen. Die erste Singleauskopplung Let's Go wurde von dem aus Detroit stammenden Black Milk produziert; die zweite Single, das Titellied Desire, von The Alchemist.

## W.A.R. Media
2011 und 2014 erschienen zwei weitere Alben von Pharoahe Monch, beide auf seinem eigenen Label W.A.R. Media: W.A.R. (We Are Renegades) (in Kooperation mit Duck Down veröffentlicht) und P.T.S.D. – Post-Traumatic Stress Disorder.

## Diskografie

### Organized Konfusion
- 1991: Organized Konfusion
- 1994: Stress: The Extinction Agenda
- 1997: The Equinox

### Solo
- 1999: Internal Affairs
- 2007: Desire
- 2011: W.A.R. (We Are Renegades)
- 2014: PTSD (Post Traumatic Stress Disorder)